# Paul Malliavin
Paul Malliavin (10 de septiembre de 1925 – 3 de junio de 2010) fue un matemático francés, que hizo importantes contribuciones al análisis armónico y al cálculo estocástico. 
Es conocido, sobre todo por elaborar el cálculo Malliavin, un cálculo dimensional infinito para funcionales en el espacio Warner y su prueba probabilística del teorema de Hörmander.
Fue profesor en la Universidad Pierre y Marie Curie y miembro de la Academia de Ciencias de Francia de 1979 a 2010.

## Contribuciones científicas
Sus primeros trabajos estuvieron centrados en el análisis armónico, donde avanzó en resultados importantes sobre el problema de la síntesis espectral, proporcionando respuestas definitivas a preguntas fundamentales en este campo, incluida una caracterización completa de funciones 'limitadas por banda' cuya transformada de Fourier contó con una base compacta, conocida como el Teorema Beurling-Malliavin.
En el cálculo estocástico, Malliavin es conocido por sus trabajos en el cálculo estocástico de variación, ahora conocida como el "cálculo Malliavin", una teoría matemática que ha encontrado muchas aplicaciones en la método de Montecarlo y las finanzas matemátricas.
Como dijeron Stroock y Yor: "Al igual que Norbert Wiener, Paul Malliavin llegó a la teoría de la probabilidad a partir del análisis armónico y, como Wiener, sus orígenes analíticos eran evidentes en todo lo que hacía."
Malliavin introdujo un operador diferencias en el espacio Warner, ahora llamada derivada Malliavin, y derivó una fórmula de integración por partes para los funcionales de Wiener. Usando esta fórmula de integración por partes, Malliavin inició un enfoque probabilístico del Teorema de Hörmander para operadores hipoelípticos y dio una condición para la existencia de densidades suaves para los funcionales de Wiener en términos de su matriz de covarianza de Malliavin.

## Obra seleccionada
- La quasi-analyticité généralisée sur un intervalle borné, Annales scientifiques de l’École Normale Supérieure 3e série 72, 1955, pp. 93–110
- Impossibilité de la synthèse spectrale sur les groupes abéliens non compacts, Publications Mathématiques de l’IHÉS 2, 1959, pp. 61–68
- Calcul symbolique et sous-algèbres de L1(G), Bulletin de la Société Mathématique de France 87, 1959, pp. 181–186, suite, pp. 187–190
- con Lee A. Rubel: On small entire functions of exponential type with given zeros, Bulletin de la Société Mathématique de France 89, 1961, pp. 175–206
- Spectre des fonctions moyenne-périodiques. Totalité d’une suite d’exponentielles sur un segment, Séminaire Lelong. Analyse 3 Exposé No. 11, 1961
- Un théorème taubérien relié aux estimations de valeurs propres, Séminaire Jean Leray, 1962–1963, pp. 224–231
- Paul Malliavin (197). Géométrie différentielle intrinsèque. París: Hermann. ISBN 978-2-7056-5696-6.
- Géométrie riemannienne stochastique, Séminaire Jean Leray 2 Exposé No. 1, 1973–1974* Paul Malliavin (1978). «Stochastic calculus of variations and hypoelliptic operators». Proceedings of the International Symposium on Stochastic Differential Equations (Res. Inst. Math. Sci., Kyoto Univ., Kyoto, 1976). Nueva York: Wiley. pp. 195-263.
- Geometrie differentielle stochastique, Presses de l’Universite de Montreal, 1978
- con Hélène Airault, Leslie Kay, Gérard Letac: Integration and Probability, Springer, 1995
- con H. Airault: Some heat operators on P(Rd), Annales mathématiques Blaise Pascal 3 no. 1, 1996, pp. 1–11
- Stochastic Analysis, Springer, 1997[4]
- Paul Malliavin; Thalmaier, Anton (2005). Stochastic Calculus of Variations in Mathematical Finance. Springer. ISBN 978-3-540-43431-3.[5]